# Chomik (rodzaj)
Chomik (Cricetus) – rodzaj ssaków z podrodziny chomików (Cricetinae) w obrębie rodziny chomikowatych (Cricetidae).

## Zasięg występowania
Rodzaj obejmuje jeden żyjący współcześnie gatunek występujący w Eurazji.

## Morfologia
Długość ciała (bez ogona) samic 165–270 mm, samców 175–320 mm, długość ogona samic 27–68 mm, samców 33–68; masa ciała samic 146–600 g, samców 158–860 g.

## Systematyka
Rodzaj zdefiniował w 1779 roku niemiecki przyrodnik Nathanael Gottfried Leske w książce swojego autorstwa o tytule Anfangsgründe der Naturgeschichte. Na gatunek typowy Leske wyznaczył chomika europejskiego (C. cricetus).

### Etymologia
- Cricetus: wł. criceto ‘chomik’[9].
- Hamster: niem. hamster ‘chomik’[10]. Gatunek typowy: Hamster nigricans Lacépède, 1799 (= Mus cricetus Linnaeus, 1758).
- Heliomys: gr. ἡλιος hēlios ‘słońce’; μυς mus, μυος muos ‘mysz’[11]. Gatunek typowy: Heliomys jeudei J.E. Gray, 1873 (= Mus cricetus Linnaeus, 1758).

### Podział systematyczny
Do rodzaju należy jeden występujący współcześnie gatunek:
- Cricetus cricetus (Linnaeus, 1758) – chomik europejski

Opisano również gatunki wymarłe:
- Cricetus lophidens De Bruijn, Dawson & Mein, 1970[13] (Grecja; pliocen)
- Cricetus major Woldřich, 1880[14] (Czechy; plejstocen)
- Cricetus nanus Schaub, 1930[15] (Rumunia; plejstocen)
- Cricetus praeglacialis Schaub, 1930[16] (Węgry; plejstocen)
- Cricetus runtonensis Newton, 1909[17] (Wielka Brytania; plejstocen)